# Campeonato de Primera División 2021 (Futsal)
El Campeonato de Primera División 2021, conocido como Torneo Único 2021, fue la trigésimo sexta temporada y el 55° torneo de la Primera División del fútsal argentino. 
El sorteo del cronograma de partidos se realizó el 12 de julio. Comenzó el 17 de julio y finalizaría en diciembre.
Los nuevos participantes son los dos equipos ascendidos de la Primera B 2020: Newell's Old Boys, de Rosario, que volvió a 20 años de su última participación en la temporada 2000, e Independiente, que regresó luego de 1 año.
El torneo consagró campeón por primera vez en su historia a Barracas Central, que venció por 4 a 1 en el tercer partido de la final a Boca Juniors, y se clasificó a la Copa Libertadores de Futsal 2022 y disputará la Supercopa Argentina 2021.

## Ascensos y descensos
| Descendidos de la Primera División 2020 |
| --------------------------------------- |
| No hubo                                 |

| Torneo | Ascendidos a la Primera División 2021 |
| ------ | ------------------------------------- |
| 1°     | Newell's Old Boys                     |
| 2°     | Independiente                         |

- De esta manera, el número de equipos participantes aumentó a 18.

## Equipos participantes
| Club                                                     | Barrio / Localidad | Distrito                  |
| -------------------------------------------------------- | ------------------ | ------------------------- |
| 17 de Agosto                                             | Villa Pueyrredón   | Ciudad de Buenos Aires    |
| América del Sud                                          | Parque Avellaneda  | Ciudad de Buenos Aires    |
| Barracas Central                                         | Barracas           | Ciudad de Buenos Aires    |
| Boca Juniors                                             | La Boca            | Ciudad de Buenos Aires    |
| Camioneros                                               | Villa Devoto       | Ciudad de Buenos Aires    |
| El Talar                                                 | Agronomía          | Ciudad de Buenos Aires    |
| Estrella de Maldonado                                    | Palermo            | Ciudad de Buenos Aires    |
| Ferro Carril Oeste                                       | Caballito          | Ciudad de Buenos Aires    |
| Kimberley                                                | Villa Devoto       | Ciudad de Buenos Aires    |
| Pinocho                                                  | Villa Urquiza      | Ciudad de Buenos Aires    |
| San Lorenzo                                              | Boedo              | Ciudad de Buenos Aires    |
| Banfield                                                 | Banfield           | Provincia de Buenos Aires |
| Independiente                                            | Avellaneda         | Provincia de Buenos Aires |
| Racing                                                   | Avellaneda         | Provincia de Buenos Aires |
| Sindicato de Empleados de Comercio de Lanús y Avellaneda | Avellaneda         | Provincia de Buenos Aires |
| Hebraica                                                 | Pilar              | Provincia de Buenos Aires |
| Villa La Ñata                                            | Dique Luján        | Provincia de Buenos Aires |
| Newell's Old Boys                                        | Rosario            | Provincia de Santa Fe     |

## Torneo inconcluso
El certamen original se había sorteado el 20 de marzo y había iniciado el 23 del corriente mes. Sin embargo, debido a las restricciones sanitarias a mediados de abril por la segunda ola de covid-19, el certamen fue suspendido y declarado desierto luego de 4 fechas.

### Formato
El certamen se disputaba bajo el sistema de todos contra todos.
Iba a otorgar 2 descensos, uno para el último posicionado de la tabla de posiciones, y uno para el perdedor de los PlayOuts.

### Tabla de posiciones
La tabla de posiciones fue utilizada, más adelante, para la formación de las zonas del nuevo certamen.
| Pos. | Equipo                                                   | Pts. | PJ | PG | PE | PP | GF | GC | Dif. |
| ---- | -------------------------------------------------------- | ---- | -- | -- | -- | -- | -- | -- | ---- |
| 1.º  | San Lorenzo de Almagro                                   | 9    | 4  | 3  | 0  | 1  | 16 | 8  | 8    |
| 2.º  | Camioneros                                               | 9    | 4  | 3  | 0  | 1  | 15 | 11 | 4    |
| 3.º  | Pinocho                                                  | 9    | 4  | 3  | 0  | 1  | 20 | 17 | 3    |
| 4.º  | Kimberley                                                | 7    | 4  | 2  | 1  | 1  | 15 | 9  | 6    |
| 5.º  | Boca Juniors                                             | 7    | 4  | 2  | 1  | 1  | 16 | 13 | 3    |
| 6.º  | Racing                                                   | 7    | 4  | 2  | 1  | 1  | 11 | 13 | −2   |
| 7.º  | América del Sud                                          | 7    | 4  | 2  | 1  | 1  | 9  | 9  | 0    |
| 8.º  | Villa La Ñata                                            | 6    | 3  | 2  | 0  | 1  | 14 | 7  | 7    |
| 9.º  | Barracas Central                                         | 5    | 4  | 1  | 2  | 1  | 8  | 8  | 0    |
| 10.º | 17 de agosto                                             | 4    | 3  | 1  | 1  | 1  | 9  | 8  | 1    |
| 11.º | Hebraica                                                 | 4    | 4  | 1  | 1  | 2  | 14 | 14 | 0    |
| 12.º | Banfield                                                 | 4    | 4  | 1  | 1  | 2  | 11 | 14 | −3   |
| 13.º | El Talar                                                 | 4    | 4  | 1  | 1  | 2  | 9  | 12 | −3   |
| 14.º | Ferro Carril Oeste                                       | 4    | 4  | 1  | 1  | 2  | 8  | 12 | −4   |
| 15.º | Independiente                                            | 4    | 4  | 1  | 1  | 2  | 7  | 12 | −5   |
| 16.º | Estrella de Maldonado                                    | 3    | 4  | 0  | 3  | 1  | 10 | 14 | −4   |
| 17.º | Newell's Old Boys                                        | 2    | 4  | 0  | 2  | 2  | 13 | 19 | −6   |
| 18.º | Sindicato de Empleados de Comercio de Lanús y Avellaneda | 1    | 4  | 0  | 1  | 3  | 10 | 15 | −5   |

|  | Clasifica a la fase final.    |
|  | Clasifica a la Copa de Plata. |
|  | Juega la promoción.           |
|  | Desciende a la Primera B.     |

## Formato
Los 18 equipos se dividieron en 2 grupos de 9. Se disputa bajo el sistema de todos contra todos a una sola rueda en cancha neutral, habiendo un equipo libre por fecha. Los 5 mejores de cada zona clasificarán a la Fase Final o Zona Campeonato.
La Zona Campeonato se disputará bajo el sistema de todos contra todos a una sola rueda en cancha neutral. Los 8 mejores posicionados disputarán la Fase final.
A su vez, los 4 primeros clasificados de cada grupo jugaran la Copa de Oro.

### Descensos
Los equipos restantes jugarán la Zona Permanencia bajo el sistema de todos contra todos a dos ruedas invirtiendo la localía, los 2 peores desempeños jugarán la Primera B desde la siguiente temporada.

## Zona 1
| Pos. | Equipo                 | Pts. | PJ | PG | PE | PP | GF | GC | Dif. |
| ---- | ---------------------- | ---- | -- | -- | -- | -- | -- | -- | ---- |
| 1.º  | Pinocho                | 19   | 8  | 6  | 1  | 1  | 36 | 13 | 23   |
| 2.º  | Independiente          | 14   | 8  | 4  | 2  | 2  | 25 | 20 | 5    |
| 3.º  | Boca Juniors           | 13   | 8  | 4  | 1  | 3  | 26 | 23 | 3    |
| 4.º  | San Lorenzo de Almagro | 13   | 8  | 4  | 1  | 3  | 26 | 26 | 0    |
| 5.º  | El Talar               | 13   | 8  | 4  | 1  | 3  | 24 | 25 | −1   |
| 6.º  | Barracas central       | 10   | 8  | 2  | 4  | 2  | 20 | 26 | −6   |
| 7.º  | Newell's Old Boys      | 7    | 8  | 2  | 1  | 5  | 16 | 21 | −5   |
| 8.º  | Hebraica               | 7    | 8  | 2  | 1  | 5  | 14 | 20 | −6   |
| 9.º  | América del Sud        | 5    | 8  | 1  | 2  | 5  | 18 | 31 | −13  |

|  | Clasificado a la Zona Campeonato. |

### Resultados
| Fecha 1                  | Fecha 1   | Fecha 1         | Fecha 1            | Fecha 1     | Fecha 1 |
| Local                    | Resultado | Visitante       | Sede               | Fecha       | Hora    |
| ------------------------ | --------- | --------------- | ------------------ | ----------- | ------- |
| San Lorenzo de Almagro   | 3 - 4     | Independiente   | CeNARD 1           | 17 de julio | 16:00   |
| Hebraica                 | 0 - 3     | Pinocho         | CeNARD 1           | 17 de julio | 18:00   |
| El Talar                 | 2 - 1     | América del Sud | Ferro Carril Oeste | 17 de julio | 18:00   |
| Barracas Central         | 8 - 3     | Boca Juniors    | Ferro Carril Oeste | 17 de julio | 20:00   |
| Libre: Newell's Old Boys |           |                 |                    |             |         |

| Fecha 2         | Fecha 2   | Fecha 2                | Fecha 2            | Fecha 2     | Fecha 2 |
| Local           | Resultado | Visitante              | Sede               | Fecha       | Hora    |
| --------------- | --------- | ---------------------- | ------------------ | ----------- | ------- |
| América del Sud | 5 - 1     | Hebraica               | Ferro Carril Oeste | 24 de julio | 13:30   |
| Boca Juniors    | 3 - 1     | San Lorenzo de Almagro | Ferro Carril Oeste | 24 de julio | 17:00   |
| Independiente   | 3 - 0     | Newell's Old Boys      | CeNARD 1           | 24 de julio | 19:00   |
| Pinocho         | 2 - 2     | Barracas Central       | Boca Juniors       | 24 de julio | 21:00   |
| Libre: El Talar |           |                        |                    |             |         |

| Fecha 3                | Fecha 3   | Fecha 3         | Fecha 3      | Fecha 3     | Fecha 3 |
| Local                  | Resultado | Visitante       | Sede         | Fecha       | Hora    |
| ---------------------- | --------- | --------------- | ------------ | ----------- | ------- |
| Newell's Old Boys      | 1 - 5     | Boca Juniors    | GB Sports    | 28 de julio | 19:15   |
| Barracas Central       | 8 - 0     | América del Sud | Alvear       | 28 de julio | 19:15   |
| San Lorenzo de Almagro | 0 - 9     | Pinocho         | Alvear       | 28 de julio | 21:10   |
| Hebraica               | 0 - 1     | El Talar        | Boca Juniors | 28 de julio | 21:10   |
| Libre: Independiente   |           |                 |              |             |         |

| Fecha 4          | Fecha 4   | Fecha 4                | Fecha 4   | Fecha 4     | Fecha 4 |
| Local            | Resultado | Visitante              | Sede      | Fecha       | Hora    |
| ---------------- | --------- | ---------------------- | --------- | ----------- | ------- |
| Independiente    | 2 - 3     | Boca Juniors           | CeNARD 1  | 31 de julio | 15:00   |
| América del Sud  | 3 - 6     | San Lorenzo de Almagro | GB Sports | 31 de julio | 16:00   |
| Pinocho          | 19 - 0    | Newell's Old Boys      | CeNARD 1  | 31 de julio | 17:00   |
| Barracas Central | 4 - 5     | El Talar               | CeNARD 1  | 31 de julio | 19:00   |
| Libre: Hebraica  |           |                        |           |             |         |

| Fecha 5                | Fecha 5   | Fecha 5         | Fecha 5      | Fecha 5     | Fecha 5 |
| Local                  | Resultado | Visitante       | Sede         | Fecha       | Hora    |
| ---------------------- | --------- | --------------- | ------------ | ----------- | ------- |
| Newell's Old Boys      | 3 - 3     | América del Sud | Boca Juniors | 7 de agosto | 13:35   |
| Independiente          | 4 - 1     | Pinocho         | CeNARD 1     | 7 de agosto | 15:00   |
| San Lorenzo de Almagro | 6 - 3     | El Talar        | Racing       | 7 de agosto | 18:00   |
| Barracas Central       | 2 - 0     | Hebraica        | Racing       | 7 de agosto | 20:00   |
| Libre: Boca Juniors    |           |                 |              |             |         |

| Fecha 6                 | Fecha 6   | Fecha 6                | Fecha 6   | Fecha 6      | Fecha 6 |
| Local                   | Resultado | Visitante              | Sede      | Fecha        | Hora    |
| ----------------------- | --------- | ---------------------- | --------- | ------------ | ------- |
| El Talar                | 2 - 4     | Newell's Old Boys      | SECLA     | 11 de agosto | 19:45   |
| Hebraica                | 2 - 3     | San Lorenzo de Almagro | Alvear    | 11 de agosto | 19:45   |
| Pinocho                 | 2 - 2     | Boca Juniors           | Alvear    | 11 de agosto | 21:30   |
| América del Sud         | 3 - 3     | Independiente          | GB Sports | 11 de agosto | 21:30   |
| Libre: Barracas Central |           |                        |           |              |         |

| Fecha 7                | Fecha 7   | Fecha 7           | Fecha 7            | Fecha 7      | Fecha 7 |
| Local                  | Resultado | Visitante         | Sede               | Fecha        | Hora    |
| ---------------------- | --------- | ----------------- | ------------------ | ------------ | ------- |
| El Talar               | 4 - 4     | Independiente     | CeNARD             | 14 de agosto | 13:30   |
| Hebraica               | 2 - 0     | Newell's Old Boys | Provincial         | 14 de agosto | 14:00   |
| San Lorenzo de Almagro | 1 - 7     | Barracas Central  | Ferro Carril Oeste | 14 de agosto | 15:00   |
| Boca Juniors           | 5 - 1     | América del Sud   | Ferro Carril Oeste | 14 de agosto | 17:00   |
| Libre: Pinocho         |           |                   |                    |              |         |

| Fecha 8                       | Fecha 8   | Fecha 8       | Fecha 8      | Fecha 8      | Fecha 8 |
| Local                         | Resultado | Visitante     | Sede         | Fecha        | Hora    |
| ----------------------------- | --------- | ------------- | ------------ | ------------ | ------- |
| América del Sud               | 2 - 3     | Pinocho       | CeNARD 1     | 21 de agosto | 13:30   |
| Barracas Central              | 1 - 0     | Newell's      | Provincial   | 21 de agosto | 17:00   |
| Hebraica                      | 2 - 3     | Independiente | Boca Juniors | 21 de agosto | 17:00   |
| El Talar                      | 4 - 2     | Boca Juniors  | CeNARD 2     | 21 de agosto | 18:00   |
| Libre: San Lorenzo de Almagro |           |               |              |              |         |

| Fecha 9                | Fecha 9   | Fecha 9           | Fecha 9            | Fecha 9      | Fecha 9 |
| Local                  | Resultado | Visitante         | Sede               | Fecha        | Hora    |
| ---------------------- | --------- | ----------------- | ------------------ | ------------ | ------- |
| El Talar               | 3 - 4     | Pinocho           | Racing             | 26 de agosto | 21:45   |
| San Lorenzo de Almagro | 3 - 1     | Newell's Old Boys | Provincial         | 26 de agosto | 21:45   |
| Boca Juniors           | 3 - 4     | Hebraica          | Ferro Carril Oeste | 26 de agosto | 21:45   |
| Barracas Central       | 4 - 2     | Independiente     | GB Sports          | 26 de agosto | 21:45   |
| Libre: América del Sud |           |                   |                    |              |         |

## Zona 2
| Pos. | Equipo                                                   | Pts. | PJ | PG | PE | PP | GF | GC | Dif. |
| ---- | -------------------------------------------------------- | ---- | -- | -- | -- | -- | -- | -- | ---- |
| 1.º  | Racing                                                   | 19   | 8  | 6  | 1  | 1  | 35 | 16 | 19   |
| 2.º  | Villa La Ñata                                            | 14   | 8  | 4  | 2  | 2  | 32 | 27 | 5    |
| 3.º  | Kimberley                                                | 14   | 8  | 4  | 2  | 2  | 17 | 16 | 1    |
| 4.º  | Ferro Carril Oeste                                       | 13   | 8  | 4  | 1  | 3  | 28 | 27 | 1    |
| 5.º  | Banfield                                                 | 12   | 8  | 3  | 3  | 2  | 17 | 17 | 0    |
| 6.º  | Camioneros                                               | 11   | 8  | 3  | 2  | 3  | 24 | 28 | −4   |
| 7.º  | Sindicato de Empleados de Comercio de Lanús y Avellaneda | 8    | 8  | 2  | 2  | 4  | 19 | 25 | −6   |
| 8.º  | 17 de agosto                                             | 6    | 8  | 1  | 3  | 4  | 27 | 30 | −3   |
| 9.º  | Estrella de Maldonado                                    | 3    | 8  | 1  | 0  | 7  | 23 | 36 | −13  |

|  | Clasificado a la Zona Campeonato. |
|  | Relegado a la Zona Permanencia.   |

### Resultados
| Fecha 1                                                         | Fecha 1   | Fecha 1               | Fecha 1            | Fecha 1     | Fecha 1 |
| Local                                                           | Resultado | Visitante             | Sede               | Fecha       | Hora    |
| --------------------------------------------------------------- | --------- | --------------------- | ------------------ | ----------- | ------- |
| 17 de agosto                                                    | 0 - 5     | Racing                | Boca Juniors       | 17 de julio | 12:00   |
| Ferro Carril Oeste                                              | 6 - 4     | Villa La Ñata         | Boca Juniors       | 17 de julio | 14:00   |
| Camioneros                                                      | 4 - 7     | Estrella de Maldonado | Ferro Carril Oeste | 17 de julio | 16:00   |
| Banfield                                                        | 0 - 0     | Kimberley             | CeNARD 1           | 17 de julio | 20:00   |
| Libre: Sindicato de Empleados de Comercio de Lanús y Avellaneda |           |                       |                    |             |         |

| Fecha 2                   | Fecha 2   | Fecha 2                                                  | Fecha 2      | Fecha 2     | Fecha 2 |
| Local                     | Resultado | Visitante                                                | Sede         | Fecha       | Hora    |
| ------------------------- | --------- | -------------------------------------------------------- | ------------ | ----------- | ------- |
| Estrella de Maldonado     | 2 - 4     | Sindicato de Empleados de Comercio de Lanús y Avellaneda | Boca Juniors | 24 de julio | 11:30   |
| Kimberley                 | 2 - 1     | 17 de agosto                                             | CeNARD 1     | 24 de julio | 15:00   |
| Villa La Ñata             | 3 - 1     | Banfield                                                 | CeNARD 1     | 24 de julio | 19:00   |
| Racing                    | 6 - 0     | Camioneros                                               | CeNARD 1     | 24 de julio |         |
| Libre: Ferro Carril Oeste |           |                                                          |              |             |         |

| Fecha 3                                                  | Fecha 3   | Fecha 3            | Fecha 3                | Fecha 3     | Fecha 3 |
| Local                                                    | Resultado | Visitante          | Sede                   | Fecha       | Hora    |
| -------------------------------------------------------- | --------- | ------------------ | ---------------------- | ----------- | ------- |
| Camioneros                                               | 5 - 2     | Kimberley          | San Lorenzo de Almagro | 28 de julio | 19:15   |
| Sindicato de Empleados de Comercio de Lanús y Avellaneda | 2 - 4     | Racing             | Boca Juniors           | 28 de julio | 19:15   |
| 17 de agosto                                             | 4 - 7     | Villa La Ñata      | GB Sports              | 28 de julio | 21:10   |
| Banfield                                                 | 5 - 3     | Ferro Carril Oeste | San Lorenzo de Almagro | 28 de julio | 21:10   |
| Libre: Estrella de Maldonado                             |           |                    |                        |             |         |

| Fecha 4                                                  | Fecha 4   | Fecha 4               | Fecha 4      | Fecha 4     | Fecha 4 |
| Local                                                    | Resultado | Visitante             | Sede         | Fecha       | Hora    |
| -------------------------------------------------------- | --------- | --------------------- | ------------ | ----------- | ------- |
| Sindicato de Empleados de Comercio de Lanús y Avellaneda | 0 - 3     | Kimberley             | Boca Juniors | 31 de julio | 11:30   |
| Villa La Ñata                                            | 3 - 5     | Camioneros            | Racing       | 31 de julio | 13:30   |
| Ferro Carril Oeste                                       | 2 - 2     | 17 de agosto          | GB Sports    | 31 de julio | 14:00   |
| Racing                                                   | 5 - 3     | Estrella de Maldonado | GB Sports    | 31 de julio | 18:00   |
| Libre: Banfield                                          |           |                       |              |             |         |

| Fecha 5                                                  | Fecha 5   | Fecha 5            | Fecha 5      | Fecha 5     | Fecha 5 |
| Local                                                    | Resultado | Visitante          | Sede         | Fecha       | Hora    |
| -------------------------------------------------------- | --------- | ------------------ | ------------ | ----------- | ------- |
| Camioneros                                               | 2 - 3     | Ferro Carril Oeste | Boca Juniors | 28 de julio | 11:30   |
| Sindicato de Empleados de Comercio de Lanús y Avellaneda | 3 - 4     | Villa La Ñata      | Racing       | 28 de julio | 16:00   |
| 17 de agosto                                             | 2 - 5     | Banfield           | CeNARD 1     | 28 de julio | 17:00   |
| Estrella de Maldonado                                    | 0 - 1     | Kimberley          | CeNARD 1     | 28 de julio | 19:00   |
| Libre: Racing                                            |           |                    |              |             |         |

| Fecha 6             | Fecha 6   | Fecha 6                                                  | Fecha 6                                                  | Fecha 6      | Fecha 6 |
| Local               | Resultado | Visitante                                                | Sede                                                     | Fecha        | Hora    |
| ------------------- | --------- | -------------------------------------------------------- | -------------------------------------------------------- | ------------ | ------- |
| Villa La Ñata       | 4 - 3     | Estrella de Maldonado                                    | Sindicato de Empleados de Comercio de Lanús y Avellaneda | 11 de agosto | 19:45   |
| Ferro Carril Oeste  | 2 - 3     | Sindicato de Empleados de Comercio de Lanús y Avellaneda | San Lorenzo de Almagro                                   | 11 de agosto | 19:45   |
| Kimberley           | 5 - 3     | Racing                                                   | San Lorenzo de Almagro                                   | 11 de agosto | 21:30   |
| Banfield            | 0 - 0     | Camioneros                                               | GB Sports                                                | 11 de agosto | 21:30   |
| Libre: 17 de agosto |           |                                                          |                                                          |              |         |

| Fecha 7            | Fecha 7   | Fecha 7                                                  | Fecha 7            | Fecha 7      | Fecha 7 |
| Local              | Resultado | Visitante                                                | Sede               | Fecha        | Hora    |
| ------------------ | --------- | -------------------------------------------------------- | ------------------ | ------------ | ------- |
| Ferro Carril Oeste | 6 - 4     | Estrella de Maldonado                                    | CeNARD             | 14 de agosto | 15:30   |
| Villa La Ñata      | 3 - 3     | Racing                                                   | CeNARD             | 14 de agosto | 17:30   |
| Banfield           | 2 - 2     | Sindicato de Empleados de Comercio de Lanús y Avellaneda | Ferro Carril Oeste | 14 de agosto | 19:00   |
| 17 de agosto       | 5 - 5     | Camioneros                                               | CeNARD             | 14 de agosto | 19:30   |
| Libre: Kimberley   |           |                                                          |                    |              |         |

| Fecha 8            | Fecha 8   | Fecha 8                                                  | Fecha 8      | Fecha 8      | Fecha 8 |
| Local              | Resultado | Visitante                                                | Sede         | Fecha        | Hora    |
| ------------------ | --------- | -------------------------------------------------------- | ------------ | ------------ | ------- |
| Villa La Ñata      | 3 - 3     | Kimberley                                                | CeNARD 1     | 21 de agosto | 17:30   |
| Banfield           | 4 - 3     | Estrella de Maldonado                                    | Boca Juniors | 21 de agosto | 19:00   |
| Ferro Carril Oeste | 2 - 6     | Racing                                                   | CeNARD 1     | 21 de agosto | 19:30   |
| 17 de agosto       | 4 - 4     | Sindicato de Empleados de Comercio de Lanús y Avellaneda | Boca Juniors | 21 de agosto | 21:00   |
| Libre: Camioneros  |           |                                                          |              |              |         |

| Fecha 9              | Fecha 9   | Fecha 9                                                  | Fecha 9            | Fecha 9      | Fecha 9 |
| Local                | Resultado | Visitante                                                | Sede               | Fecha        | Hora    |
| -------------------- | --------- | -------------------------------------------------------- | ------------------ | ------------ | ------- |
| 17 de Agosto         | 8 - 1     | Estrella de Maldonado                                    | GB Sports          | 26 de agosto | 20:00   |
| Camioneros           | 3 - 2     | Sindicato de Empleados de Comercio de Lanús y Avellaneda | Villa Modelo       | 26 de agosto | 20:00   |
| Banfield             | 1 - 3     | Racing                                                   | Ferro Carril Oeste | 26 de agosto | 20:00   |
| Ferro Carril Oeste   | 4 - 1     | Kimberley                                                | Racing             | 26 de agosto | 20:00   |
| Libre: Villa La Ñata |           |                                                          |                    |              |         |

## Zona Campeonato

### Segunda Fase
| Pos. | Equipo                 | Pts. | PJ | PG | PE | PP | GF | GC | Dif. |
| ---- | ---------------------- | ---- | -- | -- | -- | -- | -- | -- | ---- |
| 1.º  | Barracas Central       | 20   | 9  | 6  | 2  | 1  | 34 | 13 | 21   |
| 2.º  | Boca Juniors           | 19   | 9  | 6  | 1  | 2  | 32 | 20 | 12   |
| 3.º  | Racing                 | 17   | 9  | 5  | 2  | 2  | 42 | 34 | 8    |
| 4.º  | San Lorenzo de Almagro | 16   | 9  | 4  | 4  | 1  | 36 | 26 | 10   |
| 5.º  | Ferro Carril Oeste     | 15   | 9  | 5  | 0  | 4  | 31 | 33 | −2   |
| 6.º  | Villa La Ñata          | 10   | 9  | 3  | 1  | 5  | 35 | 39 | −4   |
| 7.º  | Independiente          | 10   | 9  | 3  | 1  | 5  | 20 | 31 | −11  |
| 8.º  | Kimberley              | 9    | 9  | 2  | 3  | 4  | 18 | 21 | −3   |
| 9.º  | El Talar               | 6    | 9  | 2  | 0  | 7  | 19 | 39 | −20  |
| 10.º | Banfield               | 5    | 9  | 1  | 2  | 6  | 22 | 33 | −11  |

|  | Clasificado a la Fase final. |

#### Resultados
| Fecha 1                | Fecha 1   | Fecha 1      | Fecha 1      | Fecha 1         | Fecha 1 |
| Local                  | Resultado | Visitante    | Sede         | Fecha           | Hora    |
| ---------------------- | --------- | ------------ | ------------ | --------------- | ------- |
| Villa La Ñata          | 5 - 4     | El Talar     | Racing       | 4 de septiembre | 15:00   |
| Ferro Carril Oeste     | 3 - 2     | Banfield     | Racing       | 4 de septiembre | 17:00   |
| San Lorenzo de Almagro | 2 - 2     | Boca Juniors | Racing       | 4 de septiembre | 19:00   |
| Barracas Central       | 3 - 3     | Racing       | Boca Juniors | 4 de septiembre | 19:00   |
| Independiente          | 2 - 0     | Kimberley    | Boca Juniors | 4 de septiembre | 21:00   |

| Fecha 2       | Fecha 2   | Fecha 2                | Fecha 2                                                  | Fecha 2          | Fecha 2 |
| Local         | Resultado | Visitante              | Sede                                                     | Fecha            | Hora    |
| ------------- | --------- | ---------------------- | -------------------------------------------------------- | ---------------- | ------- |
| Villa La Ñata | 4 - 6     | San Lorenzo de Almagro | Racing                                                   | 15 de septiembre | 19:30   |
| Racing        | 5 - 3     | Independiente          | San Lorenzo de Almagro                                   | 15 de septiembre | 20:30   |
| Kimberley     | 0 - 2     | Ferro Carril Oeste     | Villa Modelo                                             | 15 de septiembre | 20:30   |
| Banfield      | 2 - 6     | Boca Juniors           | GB Sports                                                | 15 de septiembre | 20:30   |
| El Talar      | 1 - 8     | Barracas Central       | Sindicato de Empleados de Comercio de Lanús y Avellaneda | 15 de septiembre | 21:00   |

| Fecha 3                | Fecha 3   | Fecha 3       | Fecha 3      | Fecha 3          | Fecha 3 |
| Local                  | Resultado | Visitante     | Sede         | Fecha            | Hora    |
| ---------------------- | --------- | ------------- | ------------ | ---------------- | ------- |
| San Lorenzo de Almagro | 2 - 2     | Banfield      | CeNARD       | 18 de septiembre | 15:30   |
| Boca Juniors           | 3 - 2     | Kimberley     | CeNARD       | 18 de septiembre | 17:30   |
| Ferro Carril Oeste     | 3 - 8     | Racing        | CeNARD       | 18 de septiembre | 19:30   |
| Barracas Central       | 5 - 2     | Villa La Ñata | Boca Juniors | 19 de septiembre | 11:30   |
| Independiente          | 2 - 0     | El Talar      | Boca Juniors | 19 de septiembre | 13:30   |

| Fecha 4          | Fecha 4   | Fecha 4                | Fecha 4      | Fecha 4          | Fecha 4 |
| Local            | Resultado | Visitante              | Sede         | Fecha            | Hora    |
| ---------------- | --------- | ---------------------- | ------------ | ---------------- | ------- |
| Kimberley        | 3 - 3     | Banfield               | CeNARD       | 25 de septiembre | 13:30   |
| Barracas Central | 5 - 0     | San Lorenzo de Almagro | CeNARD       | 25 de septiembre | 15:30   |
| Villa La Ñata    | 3 - 3     | Independiente          | Boca Juniors | 25 de septiembre | 17:00   |
| El Talar         | 3 - 4     | Ferro Carril Oeste     | Boca Juniors | 25 de septiembre | 19:00   |
| Racing           | 2 - 9     | Boca Juniors           | CeNARD       | 25 de septiembre | 19:30   |

| Fecha 5                | Fecha 5   | Fecha 5          | Fecha 5 | Fecha 5      | Fecha 5 |
| Local                  | Resultado | Visitante        | Sede    | Fecha        | Hora    |
| ---------------------- | --------- | ---------------- | ------- | ------------ | ------- |
| Ferro Carril Oeste     | 4 - 8     | Villa La Ñata    | CeNARD  | 2 de octubre | 13:30   |
| Independiente          | 1 - 4     | Barracas Central | CeNARD  | 2 de octubre | 15:30   |
| San Lorenzo de Almagro | 3 - 3     | Kimberley        | CeNARD  | 2 de octubre | 17:30   |
| Banfield               | 3 - 5     | Racing           | CeNARD  | 2 de octubre | 19:30   |
| Boca Juniors           | 3 - 2     | El Talar         | Racing  | 2 de octubre | 20:30   |

| Fecha 6          | Fecha 6   | Fecha 6                | Fecha 6  | Fecha 6      | Fecha 6 |
| Local            | Resultado | Visitante              | Sede     | Fecha        | Hora    |
| ---------------- | --------- | ---------------------- | -------- | ------------ | ------- |
| Independiente    | 1 - 6     | San Lorenzo de Almagro | CeNARD 1 | 6 de octubre | 20:00   |
| Barracas Central | 2 - 4     | Ferro Carril Oeste     | CeNARD 2 | 6 de octubre | 20:00   |
| Villa La Ñata    | 2 - 1     | Boca Juniors           | Racing   | 6 de octubre | 21:30   |
| Racing           | 5 - 0     | Kimberley              | CeNARD 1 | 6 de octubre | 21:45   |
| El Talar         | 3 - 1     | Banfield               | CeNARD 2 | 6 de octubre | 21:45   |

| Fecha 7                | Fecha 7   | Fecha 7          | Fecha 7                                                  | Fecha 7      | Fecha 7 |
| Local                  | Resultado | Visitante        | Sede                                                     | Fecha        | Hora    |
| ---------------------- | --------- | ---------------- | -------------------------------------------------------- | ------------ | ------- |
| Kimberley              | 6 - 0     | El Talar         | CeNARD                                                   | 9 de octubre | 13:30   |
| Ferro Carril Oeste     | 7 - 2     | Independiente    | CeNARD                                                   | 9 de octubre | 15:30   |
| Boca Juniors           | 1 - 4     | Barracas Central | CeNARD                                                   | 9 de octubre | 17:30   |
| San Lorenzo de Almagro | 5 - 5     | Racing           | CeNARD                                                   | 9 de octubre | 19:30   |
| Banfield               | 5 - 4     | Villa La Ñata    | Sindicato de Empleados de Comercio de Lanús y Avellaneda | 9 de octubre | 21:00   |

| Fecha 8            | Fecha 8   | Fecha 8                | Fecha 8            | Fecha 8       | Fecha 8 |
| Local              | Resultado | Visitante              | Sede               | Fecha         | Hora    |
| ------------------ | --------- | ---------------------- | ------------------ | ------------- | ------- |
| Villa La Ñata      | 3 - 4     | Kimberley              | Barracas           | 13 de octubre | 20:00   |
| Barracas Central   | 3 - 1     | Banfield               | La Catedral        | 13 de octubre | 20:00   |
| Ferro Carril Oeste | 2 - 4     | San Lorenzo de Almagro | Las Heras          | 13 de octubre | 21:15   |
| El Talar           | 4 - 2     | Racing                 | Banfield           | 13 de octubre | 21:15   |
| Independiente      | 2 - 3     | Boca Juniors           | Ferro Carril Oeste | 13 de octubre | 22:00   |

| Fecha 9                | Fecha 9   | Fecha 9            | Fecha 9  | Fecha 9       | Fecha 9 |
| Local                  | Resultado | Visitante          | Sede     | Fecha         | Hora    |
| ---------------------- | --------- | ------------------ | -------- | ------------- | ------- |
| Kimberley              | 0 - 0     | Barracas Central   | CeNARD   | 16 de octubre | 13:30   |
| San Lorenzo de Almagro | 8 - 2     | El Talar           | CeNARD 2 | 16 de octubre | 15:00   |
| Banfield               | 3 - 4     | Independiente      | CeNARD   | 16 de octubre | 15:30   |
| Boca Juniors           | 4 - 2     | Ferro Carril Oeste | CeNARD   | 16 de octubre | 17:30   |
| Racing                 | 7 - 4     | Villa La Ñata      | CeNARD   | 16 de octubre | 19:30   |

### Fase final
|  | Cuartos de final | Cuartos de final       | Cuartos de final | Cuartos de final       | Cuartos de final |       |                  | Semifinales | Semifinales | Semifinales | Semifinales | Semifinales |     |                  | Final | Final | Final | Final | Final |  |
|  |                  |                        |                  |                        |                  |       |                  |             |             |             |             |             |     |                  |       |       |       |       |       |  |
|  |                  |                        |                  |                        |                  |       |                  |             |             |             |             |             |     |                  |       |       |       |       |       |  |
|  | 1.º              | Barracas Central       | 7                | 3                      |                  |       |                  |             |             |             |             |             |     |                  |       |       |       |       |       |  |
|  | 1.º              | Barracas Central       | 7                | 3                      |                  |       |                  |             |             |             |             |             |     |                  |       |       |       |       |       |  |
|  | 8.º              | Kimberley              | 5                | 0                      |                  |       |                  |             |             |             |             |             |     |                  |       |       |       |       |       |  |
|  | 8.º              | Kimberley              | 5                | 0                      |                  | 1.º   | Barracas Central | 5           | 5           |             |             |             |     |                  |       |       |       |       |       |  |
|  |                  |                        |                  |                        |                  | 1.º   | Barracas Central | 5           | 5           |             |             |             |     |                  |       |       |       |       |       |  |
|  |                  |                        | 4.º              | San Lorenzo de Almagro | 2                | 4     |                  |             |             |             |             |             |     |                  |       |       |       |       |       |  |
|  | 4.º              | San Lorenzo de Almagro | 4.º              | San Lorenzo de Almagro | 2                | 4     | 3                | 1 (5)       |             |             |             |             |     |                  |       |       |       |       |       |  |
|  | 4.º              | San Lorenzo de Almagro |                  |                        |                  |       |                  |             |             |             |             |             |     |                  |       |       |       |       |       |  |
|  | 5.º              | Ferro Carril Oeste     | 0                | 1 (3)                  |                  |       |                  |             |             |             |             |             |     |                  |       |       |       |       |       |  |
|  | 5.º              | Ferro Carril Oeste     | 0                | 1 (3)                  |                  |       |                  |             |             |             |             |             | 1.° | Barracas Central | 0 (4) | 1 (5) | 4     |       |       |  |
|  |                  |                        |                  |                        |                  |       |                  |             |             |             |             |             | 1.° | Barracas Central | 0 (4) | 1 (5) | 4     |       |       |  |
|  |                  |                        | 2.º              | Boca Juniors           | 0 (5)            | 1 (3) | 1                |             |             |             |             |             |     |                  |       |       |       |       |       |  |
|  | 2.º              | Boca Juniors           | 2.º              | Boca Juniors           | 0 (5)            | 1 (3) | 1                | 2 (5)       | 1 (5)       |             |             |             |     |                  |       |       |       |       |       |  |
|  | 2.º              | Boca Juniors           |                  |                        |                  |       |                  |             |             |             |             |             |     |                  |       |       |       |       |       |  |
|  | 7.º              | Independiente          | 2 (4)            | 1 (3)                  |                  |       |                  |             |             |             |             |             |     |                  |       |       |       |       |       |  |
|  | 7.º              | Independiente          | 2 (4)            | 1 (3)                  |                  | 2.º   | Boca Juniors     | 3           | 2           |             |             |             |     |                  |       |       |       |       |       |  |
|  |                  |                        |                  |                        |                  | 2.º   | Boca Juniors     | 3           | 2           |             |             |             |     |                  |       |       |       |       |       |  |
|  |                  |                        | 3.º              | Racing                 | 1                | 1     |                  |             |             |             |             |             |     |                  |       |       |       |       |       |  |
|  | 3.º              | Racing                 | 3.º              | Racing                 | 1                | 1     | 8                | 3           | 9           |             |             |             |     |                  |       |       |       |       |       |  |
|  | 3.º              | Racing                 |                  |                        |                  |       |                  |             |             |             |             |             |     |                  |       |       |       |       |       |  |
|  | 6.º              | Villa La Ñata          | 1                | 7                      | 2                |       |                  |             |             |             |             |             |     |                  |       |       |       |       |       |  |
|  | 6.º              | Villa La Ñata          | 1                | 7                      | 2                |       |                  |             |             |             |             |             |     |                  |       |       |       |       |       |  |
|  |                  |                        |                  |                        |                  |       |                  |             |             |             |             |             |     |                  |       |       |       |       |       |  |

#### Cuartos de final
| 30 de octubre | Barracas Central | 7:5 | Kimberley | Villa Modelo, Buenos Aires |  |
| 20:00         |                  |     |           |                            |  |

| 7 de noviembre | Kimberley | 0:3 | Barracas Central | GB Sports, Buenos Aires |  |
| 20:30          |           |     |                  |                         |  |

| 30 de octubre | San Lorenzo de Almagro | 3:0 | Ferro Carril Oeste | San Lorenzo de Almagro, Buenos Aires |  |
| 20:00         |                        |     |                    |                                      |  |

| 5 de noviembre | Ferro Carril Oeste                         | 1:1 (0:1) (3:5 p.)         | San Lorenzo de Almagro                           | Ferro Carril Oeste, Buenos Aires |  |
| 21:15          | Gonzalez Amaya 39'                         |                            | Menzeguez                                        |                                  |  |
|                |                                            | Tiros desde el punto penal |                                                  |                                  |  |
|                | López · Arrieta · Nardacchione · Zadorozne |                            | Menzeguez · Vargas · Pescio · Baisel · Rodríguez |                                  |  |

| 31 de octubre | Boca Juniors | 2:2 (1:0) (5:4 p.) | Independiente     | Boca Juniors, Buenos Aires |  |
| 20:00         | Spellanzón · |                    | Anotado · Anotado |                            |  |

| 7 de noviembre | Independiente | 1:1 (3:5 p.) | Boca Juniors | Villa Modelo, Buenos Aires |  |
| 18:30          |               |              |              |                            |  |

| 31 de octubre | Racing | 8:1 | Villa La Ñata | Racing, Buenos Aires |  |
| 20:00         |        |     |               |                      |  |

| 6 de noviembre | Villa La Ñata                                                                | 7:3 (3:2) | Racing                                    | Villa La Ñata, Buenos Aires |  |
| 20:00          | I. Brizuela 2' 32' · Maldonado 15' 16' 34' · G. Brizuela 21' · Carnevale 36' |           | 8' Appollonio · 11' Rescia · 31' Gonzalez |                             |  |

| 9 de noviembre | Racing                                                                                | 9:2 (3:0) | Villa La Ñata                     | Racing, Buenos Aires |  |
| 20:00          | Crespo 1' 17' 26' · Diaz 14' · Appollonio 31' 36' 37' · Ferreyra 38' · Capogrosso 39' |           | 25' I. Brizuela · 27' G. Brizuela |                      |  |

#### Semifinales
| 15 de noviembre | Barracas Central                                                             | 5:2 (1:2) | San Lorenzo de Almagro        | Villa Modelo, Buenos Aires |  |
| 21:30           | - Burgo 16' - Cortés 29' (pen.) - Fontanella 30' - Terán 31' - De Candia 39' |           | - Pescio 10' - Echavarría 18' |                            |  |

| 22 de noviembre | San Lorenzo de Almagro                                     | 4:5 (2:3) | Barracas Central                                                        | Polideportivo Boedo, Buenos Aires |  |
| 20:00           | - Echevarría 7' - Menseguez 15' - Vargas 31' - Bottini 35' |           | - Garrido 3' - Fontanella 6' - De Candia 7' - Férnandez 34' - Terán 34' |                                   |  |

| 15 de noviembre | Boca Juniors                                            | 3:1 (1:0) | Racing     | Estadio Municipal, Hurlingham |  |
| 21:00           | - García Barreto 11' - Martínez Riveras 22' - Vidal 36' |           | Rescia 37' |                               |  |

| 20 de noviembre | Racing       | 1:2 (1:0) | Boca Juniors  | Racing, Buenos Aires |  |
| 20:00           | Borghetti 3' |           | Vidal 36' 39' |                      |  |

#### Final
| 27 de noviembre | Barracas Central | 0:0 (4:5 p.) | Boca Juniors | Ferro Carril Oeste, Buenos Aires |  |
| 15:00           |                  |              |              |                                  |  |

| 4 de diciembre | Boca Juniors | 1:1 (3:5 p.) | Barracas Central | Microestadio de Hurlingham, Buenos Aires |  |
| 21:00          |              |              |                  |                                          |  |

| 9 de diciembre | Barracas Central                                     | 4:1 (1:0) | Boca Juniors | Villa Modelo, Buenos Aires |  |
| 21:00          | Bontempo 7' · Andrés Terán 26' · Garrido 29' · Russo |           | Cuello       |                            |  |

|                                      |
|                                      |
| Campeón Barracas Central 1.er título |

## Zona Permanencia
| Pos. | Equipo                                                   | Pts. | PJ | PG | PE | PP | GF | GC | Dif. |
| ---- | -------------------------------------------------------- | ---- | -- | -- | -- | -- | -- | -- | ---- |
| 1.º  | Hebraica                                                 | 26   | 14 | 8  | 2  | 4  | 52 | 42 | 10   |
| 2.º  | 17 de agosto                                             | 25   | 14 | 7  | 4  | 3  | 50 | 40 | 10   |
| 3.º  | Newell's Old Boys                                        | 19   | 14 | 5  | 4  | 5  | 45 | 48 | −3   |
| 4.º  | Sindicato de Empleados de Comercio de Lanús y Avellaneda | 18   | 14 | 5  | 3  | 6  | 50 | 49 | 1    |
| 5.º  | Pinocho                                                  | 18   | 14 | 5  | 3  | 6  | 48 | 48 | 0    |
| 6.º  | América del Sud                                          | 18   | 14 | 5  | 3  | 6  | 40 | 42 | −2   |
| 7.º  | Estrella de Maldonado                                    | 18   | 14 | 5  | 3  | 6  | 43 | 53 | −10  |
| 8.º  | Camioneros                                               | 14   | 14 | 4  | 2  | 8  | 40 | 46 | −6   |

|  | Aseguró la permanencia.                 |
|  | Jugará un desempate por la permanencia. |
|  | Descendió a la Primera B.               |

### Resultados
| Fecha 1                                                  | Fecha 1   | Fecha 1           | Fecha 1                                                  | Fecha 1         | Fecha 1 |
| Local                                                    | Resultado | Visitante         | Sede                                                     | Fecha           | Hora    |
| -------------------------------------------------------- | --------- | ----------------- | -------------------------------------------------------- | --------------- | ------- |
| Sindicato de Empleados de Comercio de Lanús y Avellaneda | 2 - 2     | Camioneros        | Sindicato de Empleados de Comercio de Lanús y Avellaneda | 3 de septiembre | 20:00   |
| 17 de Agosto                                             | 8 - 4     | América del Sud   | 17 de agosto                                             | 3 de septiembre | 20:30   |
| Pinocho                                                  | 4 - 3     | Hebraica          | Pinocho                                                  | 3 de septiembre | 21:00   |
| Estrella de Maldonado                                    | 6 - 3     | Newell’s Old Boys | Atlanta                                                  | 4 de septiembre | 15:30   |

| Fecha 2               | Fecha 2   | Fecha 2                                                  | Fecha 2                           | Fecha 2          | Fecha 2 |
| Local                 | Resultado | Visitante                                                | Sede                              | Fecha            | Hora    |
| --------------------- | --------- | -------------------------------------------------------- | --------------------------------- | ---------------- | ------- |
| Newell’s Old Boys     | 8 - 5     | Sindicato de Empleados de Comercio de Lanús y Avellaneda | Newell's Old Boys                 | 18 de septiembre | 15:00   |
| Estrella de Maldonado | 3 - 6     | Pinocho                                                  | Atlanta                           | 19 de septiembre | 18:00   |
| América del Sud       | 7 - 2     | Hebraica                                                 | América del Sud                   | 19 de septiembre | 18:30   |
| Camioneros            | 2 - 3     | 17 de Agosto                                             | Barrio Marcelo Torcuato de Alvear | 19 de septiembre | 20:00   |

| Fecha 3                                                  | Fecha 3   | Fecha 3               | Fecha 3                                                  | Fecha 3          | Fecha 3 |
| Local                                                    | Resultado | Visitante             | Sede                                                     | Fecha            | Hora    |
| -------------------------------------------------------- | --------- | --------------------- | -------------------------------------------------------- | ---------------- | ------- |
| Pinocho                                                  | 3 - 4     | América del Sud       | Pinocho                                                  | 26 de septiembre | 18:00   |
| Hebraica                                                 | 4 - 2     | Camioneros            | Hebraica                                                 | 26 de septiembre | 18:00   |
| 17 de agosto                                             | 4 - 4     | Newell’s Old Boys     | 17 de agosto                                             | 26 de septiembre | 20:00   |
| Sindicato de Empleados de Comercio de Lanús y Avellaneda | 6 - 0     | Estrella de Maldonado | Sindicato de Empleados de Comercio de Lanús y Avellaneda | 26 de septiembre | 20:00   |

| Fecha 4                                                  | Fecha 4   | Fecha 4         | Fecha 4                                                  | Fecha 4      | Fecha 4 |
| Local                                                    | Resultado | Visitante       | Sede                                                     | Fecha        | Hora    |
| -------------------------------------------------------- | --------- | --------------- | -------------------------------------------------------- | ------------ | ------- |
| Newell’s Old Boys                                        | 1 - 3     | Hebraica        | Newell's Old Boys                                        | 2 de octubre | 16:00   |
| Camioneros                                               | 3 - 2     | América del Sud | Sindicato de Empleados de Comercio de Lanús y Avellaneda | 2 de octubre | 19:30   |
| Sindicato de Empleados de Comercio de Lanús y Avellaneda | 5 - 3     | Pinocho         | Sindicato de Empleados de Comercio de Lanús y Avellaneda | 4 de octubre | 20:00   |
| Estrella de Maldonado                                    | 6 - 6     | 17 de agosto    | Atlanta                                                  | 6 de octubre | 22:00   |

| Fecha 5         | Fecha 5   | Fecha 5                                                  | Fecha 5         | Fecha 5      | Fecha 5 |
| Local           | Resultado | Visitante                                                | Sede            | Fecha        | Hora    |
| --------------- | --------- | -------------------------------------------------------- | --------------- | ------------ | ------- |
| América del Sud | 3 - 3     | Newell's Old Boys                                        | América del Sud | 9 de octubre | 19:00   |
| Pinocho         | 3 - 3     | Camioneros                                               | Pinocho         | 9 de octubre | 19:00   |
| Hebraica        | 7 - 4     | Estrella de Maldonado                                    | Hebraica        | 9 de octubre | 21:30   |
| 17 de Agosto    | 5 - 3     | Sindicato de Empleados de Comercio de Lanús y Avellaneda | 17 de agosto    | 9 de octubre | 22:00   |

| Fecha 6                                                  | Fecha 6   | Fecha 6         | Fecha 6 | Fecha 6       | Fecha 6 |
| Local                                                    | Resultado | Visitante       | Sede    | Fecha         | Hora    |
| -------------------------------------------------------- | --------- | --------------- | ------- | ------------- | ------- |
| Newell's Old Boys                                        | 2 - 1     | Camioneros      |         | 17 de octubre | 18:00   |
| Sindicato de Empleados de Comercio de Lanús y Avellaneda | 2 - 2     | Hebraica        |         | 17 de octubre | 19:30   |
| Estrella de Maldonado                                    | 3 - 2     | América del Sud | Atlanta | 17 de octubre | 21:00   |
| 17 de agosto                                             | 0 - 12    | Pinocho         |         | 17 de octubre | 22:00   |

| Fecha 7         | Fecha 7   | Fecha 7                                                  | Fecha 7 | Fecha 7       | Fecha 7 |
| Local           | Resultado | Visitante                                                | Sede    | Fecha         | Hora    |
| --------------- | --------- | -------------------------------------------------------- | ------- | ------------- | ------- |
| Pinocho         | 1 - 4     | Newell’s Old Boys                                        |         | 24 de octubre | 15:30   |
| Hebraica        | 2 - 1     | 17 de agosto                                             |         | 24 de octubre | 19:00   |
| América del Sud | 2 - 2     | Sindicato de Empleados de Comercio de Lanús y Avellaneda |         | 24 de octubre | 19:00   |
| Camioneros      | 5 - 3     | Estrella de Maldonado                                    |         | 24 de octubre | 20:00   |

| Fecha 8           | Fecha 8   | Fecha 8                                                  | Fecha 8 | Fecha 8       | Fecha 8 |
| Local             | Resultado | Visitante                                                | Sede    | Fecha         | Hora    |
| ----------------- | --------- | -------------------------------------------------------- | ------- | ------------- | ------- |
| Newell’s Old Boys | 4 - 4     | Estrella de Maldonado                                    |         | 30 de octubre | 18:00   |
| Camioneros        | 4 - 5     | Sindicato de Empleados de Comercio de Lanús y Avellaneda | Alvear  | 31 de octubre | 18:00   |
| Hebraica          | 7 - 3     | Pinocho                                                  |         | 31 de octubre | 19:00   |
| América del Sud   | 2 - 1     | 17 de agosto                                             |         | 31 de octubre | 19:00   |

| Fecha 9                                                  | Fecha 9   | Fecha 9               | Fecha 9 | Fecha 9        | Fecha 9 |
| Local                                                    | Resultado | Visitante             | Sede    | Fecha          | Hora    |
| -------------------------------------------------------- | --------- | --------------------- | ------- | -------------- | ------- |
| Sindicato de Empleados de Comercio de Lanús y Avellaneda | 2 - 3     | Newell’s Old Boys     |         | 7 de noviembre | 18:00   |
| Hebraica                                                 | 6 - 0     | América del Sud       |         | 7 de noviembre | 19:00   |
| Pinocho                                                  | 1 - 3     | Estrella de Maldonado |         | 7 de noviembre | 20:00   |
| 17 de Agosto                                             | 4 - 3     | Camioneros            |         | 7 de noviembre | 20:30   |

| Fecha 10              | Fecha 10  | Fecha 10                                                 | Fecha 10                          | Fecha 10        | Fecha 10 |
| Local                 | Resultado | Visitante                                                | Sede                              | Fecha           | Hora     |
| --------------------- | --------- | -------------------------------------------------------- | --------------------------------- | --------------- | -------- |
| Newell’s Old Boys     | 4 - 6     | 17 de Agosto                                             |                                   | 11 de noviembre | 20:15    |
| América del Sud       | 3 - 4     | Pinocho                                                  |                                   | 15 de noviembre | 21:00    |
| Camioneros            | 7 - 4     | Hebraica                                                 | Barrio Marcelo Torcuato de Alvear | 15 de noviembre | 22:00    |
| Estrella de Maldonado | 4 - 3     | Sindicato de Empleados de Comercio de Lanús y Avellaneda | Atlanta                           | 15 de noviembre | 22:00    |

| Fecha 11        | Fecha 11  | Fecha 11                                                 | Fecha 11 | Fecha 11        | Fecha 11 |
| Local           | Resultado | Visitante                                                | Sede     | Fecha           | Hora     |
| --------------- | --------- | -------------------------------------------------------- | -------- | --------------- | -------- |
| Hebraica        | 4 - 3     | Newell’s Old Boys                                        | Hebraica | 21 de noviembre | 19:00    |
| América del Sud | 3 - 1     | Camioneros                                               |          | 21 de noviembre | 20:00    |
| Pinocho         | 4 - 2     | Sindicato de Empleados de Comercio de Lanús y Avellaneda | Pinocho  | 21 de noviembre | 20:30    |
| 17 de Agosto    | 2 - 0     | Estrella de Maldonado                                    |          | 21 de noviembre | 20:30    |

| Fecha 12                                                 | Fecha 12  | Fecha 12        | Fecha 12 | Fecha 12        | Fecha 12 |
| Local                                                    | Resultado | Visitante       | Sede     | Fecha           | Hora     |
| -------------------------------------------------------- | --------- | --------------- | -------- | --------------- | -------- |
| Camioneros                                               | 4 - 3     | Pinocho         | Alvear   | 28 de noviembre | 18:00    |
| Sindicato de Empleados de Comercio de Lanús y Avellaneda | 4 - 3     | 17 de agosto    |          | 28 de noviembre | 19:00    |
| Newell’s Old Boys                                        | 1 - 1     | América del Sud |          | 28 de noviembre | 19:00    |
| Estrella de Maldonado                                    | 2 - 2     | Hebraica        | Atlanta  | 28 de noviembre | 21:30    |

| Fecha 13        | Fecha 13  | Fecha 13                                                 | Fecha 13 | Fecha 13       | Fecha 13 |
| Local           | Resultado | Visitante                                                | Sede     | Fecha          | Hora     |
| --------------- | --------- | -------------------------------------------------------- | -------- | -------------- | -------- |
| Pinocho         | 2 - 2     | 17 de agosto                                             |          | 5 de diciembre | 20:00    |
| Hebraica        | 6 - 5     | Sindicato de Empleados de Comercio de Lanús y Avellaneda |          | 5 de diciembre | 20:00    |
| América del Sud | 4 - 1     | Estrella de Maldonado                                    |          | 5 de diciembre | 20:00    |
| Camioneros      | 1 - 4     | Newell’s Old Boys                                        | Alvear   | 5 de diciembre | 20:00    |

| Fecha 14                                                 | Fecha 14  | Fecha 14        | Fecha 14           | Fecha 14        | Fecha 14 |
| Local                                                    | Resultado | Visitante       | Sede               | Fecha           | Hora     |
| -------------------------------------------------------- | --------- | --------------- | ------------------ | --------------- | -------- |
| Newell’s Old Boys                                        | 1 - 7     | Pinocho         |                    | 12 de diciembre | 20:00    |
| Estrella de Maldonado                                    | 4 - 2     | Camioneros      | Ferro Carril Oeste | 12 de diciembre | 20:00    |
| Sindicato de Empleados de Comercio de Lanús y Avellaneda | 4 - 3     | América del Sud |                    | 12 de diciembre | 20:00    |
| 17 de Agosto                                             | 1 - 0     | Hebraica        |                    | 12 de diciembre | 20:00    |

## Cuadrangular por la permanencia
| Pos. | Equipo                                                   | Pts. | PJ | PG | PE | PP | GF | GC | Dif. |
| ---- | -------------------------------------------------------- | ---- | -- | -- | -- | -- | -- | -- | ---- |
| 1.º  | Pinocho                                                  | 9    | 3  | 3  | 0  | 0  | 15 | 5  | 10   |
| 2.º  | América del Sud                                          | 4    | 3  | 1  | 1  | 1  | 6  | 6  | 0    |
| 3.º  | Sindicato de Empleados de Comercio de Lanús y Avellaneda | 4    | 3  | 1  | 1  | 1  | 5  | 12 | −7   |
| 4.º  | Estrella de Maldonado                                    | 0    | 3  | 0  | 0  | 3  | 4  | 7  | −3   |

|  | Descendió a la Primera B. |

| Fecha 1               | Fecha 1   | Fecha 1                                                  | Fecha 1    | Fecha 1         | Fecha 1 |
| Local                 | Resultado | Visitante                                                | Sede       | Fecha           | Hora    |
| --------------------- | --------- | -------------------------------------------------------- | ---------- | --------------- | ------- |
| Pinocho               | 8 - 0     | Sindicato de Empleados de Comercio de Lanús y Avellaneda | Hurlingham | 16 de diciembre | 19:45   |
| Estrella de Maldonado | 0 - 1     | América del Sud                                          | Hurlingham | 16 de diciembre | 21:30   |

| Fecha 2               | Fecha 2   | Fecha 2                                                  | Fecha 2    | Fecha 2         | Fecha 2 |
| Local                 | Resultado | Visitante                                                | Sede       | Fecha           | Hora    |
| --------------------- | --------- | -------------------------------------------------------- | ---------- | --------------- | ------- |
| Estrella de Maldonado | 2 - 3     | Pinocho                                                  | Hurlingham | 19 de diciembre | 10:15   |
| América del Sud       | 2 - 2     | Sindicato de Empleados de Comercio de Lanús y Avellaneda | Hurlingham | 19 de diciembre | 12:00   |

| Fecha 3                                                  | Fecha 3   | Fecha 3               | Fecha 3 | Fecha 3         | Fecha 3 |
| Local                                                    | Resultado | Visitante             | Sede    | Fecha           | Hora    |
| -------------------------------------------------------- | --------- | --------------------- | ------- | --------------- | ------- |
| Pinocho                                                  | 4 - 3     | América del Sud       |         | 22 de diciembre |         |
| Sindicato de Empleados de Comercio de Lanús y Avellaneda | 3 - 2     | Estrella de Maldonado |         | 22 de diciembre |         |

## Transmisión
Los partidos son transmitidos por Sports Visión TV vía streaming de forma paga. Con excepción de las fechas 3 y 6, 2 encuentros por fecha son liberados y transmitidos por DeporTV vía streaming y, en ocasiones, por TV.